# Silke Sinning
Silke Sinning (* 1969 in Rotenburg an der Fulda) ist eine deutsche Sportwissenschaftlerin und Fußballfunktionärin. Sie ist Professorin an der Rheinland-Pfälzischen Technischen Universität Kaiserslautern-Landau und wurde 2022 zur 1. Vizepräsidentin des Deutschen Fußball-Bundes (DFB) gewählt. Am 28. September 2024 wurde Sinning zur Präsidentin des Hessischen Fußball-Verbandes (HFV) gewählt.

## Leben
Sinning studierte nach dem Abitur von 1988 bis 1995 Mathematik mit dem Nebenfach Informatik an der Philipps-Universität Marburg und absolvierte zeitgleich ab 1990 ein Lehramtsstudium in Mathematik und Sportwissenschaft. Sie promovierte 2004 an der Universität Gießen zum Dr. phil. im Fach Sportwissenschaft. Ab 2002 war sie Studienrätin im Hochschuldienst an der Westfälischen Wilhelms-Universität Münster und nahm verschiedene Vertretungsprofessuren wahr. Seit April 2010 ist sie Professorin für Sportwissenschaft an der Rheinland-Pfälzischen Technischen Universität Kaiserslautern-Landau am Campus Landau, seinerzeit Universität Koblenz-Landau.

## Wirken
Sinning war 2022 beim DFB-Bundestag Teil des Teams des DFB-Präsidentschaftskandidaten Peter Peters. Nach dessen Niederlage trat sie im Anschluss gegen den langjährigen und umstrittenen Vizepräsidenten Rainer Koch an und setzte sich mit 163:68 Stimmen überraschend durch. Der bayerische Fußball-Landesverband, den Koch führt, hatte Sinning vor dem DFB-Bundestag nominiert. Ihr Wahlsieg wurde von Kommentatoren als „Paukenschlag“ bewertet. Die Frankfurter Allgemeine Zeitung kommentierte: „Das Ergebnis war die größte Überraschung der vergangenen Jahre im DFB – und ein deutliches Zeichen des Bundestags, neue Wege einzuschlagen und die Ära Koch zu beenden.“ Sie selbst wollte mit ihrer Kandidatur „Mut zeigen“. Sinnings Sieg gilt auch als Symbol der Geschlechtergerechtigkeit im DFB-Vorstand.
Bereits seit 2014 gehört sie außerdem dem Vorstand des Instituts für Fankultur an.